# União real
A união real é uma forma de Estado composto e corresponde ao vínculo existente entre dois ou mais Estados em que se fundem ou são partilhados órgãos particulares de cada Estado de modo a passarem a existir um ou mais órgãos comuns (pelo menos o Chefe de Estado é comum).
Na união real o grau de integração dos Estados é menor do que na Federação, pois na união real os Estados geralmente conservam as suas especificidades e algumas vezes uma limitada capacidade jurídica internacional, o que não se verifica nas Federações.
Os Estados membros de uma união real mantêm territórios e povos próprios, mas o poder político soberano é exercido pela União. Os Estados membros de uma união real geralmente mantêm autonomia político- administrativa.
Das uniões reais distinguem-se as uniões pessoais. Enquanto a união real é um Estado composto formado por dois ou mais Estados que abdicam da sua independência para formar um novo Estado comum independente (a União), a união pessoal é uma associação de Estados que mantêm a sua independência. Tal como na união real também na união pessoal o Chefe de Estado é comum aos Estados membros da União, embora na união pessoal a coincidência seja apenas a título pessoal e não orgânico, ou seja o que é comum é o titular do órgão e não o próprio órgão. Outra distinção é que na união real a união dos Estados é instituída e regulada por um acto jurídico da União (tal como uma Constituição da União), enquanto que na união pessoal a união dos Estados resulta da mera coincidência de designação da pessoa do Chefe de Estado pelos Direitos internos de cada Estado. Na união real a capacidade jurídica internacional dos Estados é inexistente ou, caso exista, é limitada, enquanto na união pessoal a capacidade jurídica internacional dos Estados é plena. Outra distinção é que na união real existe legislação comum a toda a União (aprovada pelos órgãos da União), o que não sucede na união pessoal (existindo apenas as legislações internas de cada Estado).
Geralmente as uniões reais são monarquias, mas nada obsta à existência de uma união real em regime republicano (pois na união real a palavra real não se refere a Realeza mas sim a união de facto); prova disso é que existe hoje uma união real sob forma republicana.
Exemplos de uniões reais sob forma monárquica:
- Reino da Polónia e Grão-Ducado da Lituânia de 1596 (sob o nome de República das Duas Nações por meio do acordo União de Lublin)
- Reino da Inglaterra/Reino da Grã-Bretanha e Reino da Irlanda, de 1542 a 1800.
- Império Russo e Grão-Ducado da Finlândia de 1809 a 1917 (sob o nome de Tratado de Hamina)
- Império Austríaco e Reino da Hungria de 1867 a 1918 (sob o nome de Áustria-Hungria)
- Dinamarca e Islândia de 1918 a 1944

Exemplo de união real sob forma republicana:
- Tanganica e Zanzibar desde 1964 (sob o nome de Tanzânia)